# Sildujure
Sildujure (nep. सिल्दुजुरे) – gaun wikas samiti w zachodniej części Nepalu w strefie Gandaki w dystrykcie Kaski. Według nepalskiego spisu powszechnego z 2001 roku liczył on 713 gospodarstw domowych i 3499 mieszkańców (1903 kobiet i 1596 mężczyzn).